# John DiMaggio
John William DiMaggio (North Plainfield, 4 de setembro de 1968) é um ator e dublador americano. É mais conhecido por dublar os personagens Bender em Futurama, Dr. Drakken e Motor Ed em Kim Possible, Marcus Fenix na série Gears of War, Wakka e Kimahri Ronso em Final Fantasy X e Rico em The Penguins of Madagascar.

## Filmografia
John DiMaggio é um ex-comediante stand-up, aparecendo como ator em obras como Pirates of Silicon Valley e Chicago Hope, sendo mais conhecido no entanto pelo trabalho de dublador. Entre seus créditos na área estão:
- Dexter's Laboratory (robôs, vozes adicionais)
- Duck Dodgers (The Crusher, Long John Silver e twenty-third)
- Kilowog (King Great White)
- Father of the Pride (The Snout Brothers, Tom the Antelope)
- American Dragon: Jake Long (Fu Dog)
- El Tigre (El Oso, General Chapuza)
- Futurama (Bender,  Elzar, Sal, Randy, Url, Igner, Flexo, vozes adicionais)
- Cow and Chicken (vozes adicionais)
- I Am Weasel (vozes adicionais)
- Catscratch (Tad and Lunk, dois dos Chumpy Chumps)
- The Emperor's New School (Mr. Nadaempa no episódio "Attack Sub")
- Ben 10, Ben 10: Alien Force e Ben 10: Ultimate Alien (Vulkanus, Rath, Octagon Vreedle, Ragnarock, Aggregor, Will Harangue, Zombozo, Galapagus, Fourarms, vozes adicionais)
- Jackie Chan Adventures (Hak Fu)
- Samurai Jack (the Scotsman)
- Where My Dogs At? (Dog Catcher e vozes adicionais)
- Kim Possible (Dr. Drakken, Dr. Zaruta e Motor Ed)
- Krypto the Superdog (Junkyard Dog#3)
- Teen Titans (Mechanic, Brother Blood)
- Justice League Unlimited (Dreamslayer)
- Celebrity Deathmatch (vozes adicionais)
- Korgoth of Barbaria (Stink/Scrotus/vozes adicionais)
- Adventure Time with Finn and Jake (Jake the dog, Iceclops)
- Brandy & Mr. Whiskers (ohnny Branch
- The Spectacular Spider-Man (Flint Marko/Sandman, Hammerhead)
- Chowder (Shnitzel, vozes adicionais)
- The Simpsons (Bender no episódio "Future-Drama")
- Zombie College (Zeke)
- SpongeBob SquarePants (Blackjack SquarePants no episódio "Blackjack")
- The Boondocks (vozes adicionais)
- Avatar: The Last Airbender (Iroh, Toph)
- Batman: The Brave and the Bold (Aquaman, Gorilla Grodd, Tiger Soldier, Enemy Ace, Faceless Hunter, Black Adam, Spinner, Black Mask, Taboo)
- The Penguins of Madagascar (Rico, Bada the Gorilla, Burt the Elephant, Radio Guy, Hans the Puffin, vozes adicionais)
- Static Shock (Tarmack)
- Phineas and Ferb (Pinhead Pierre in the episode "Out of Toon")
- Pirates of Silicon Valley (interpretou o CEO da Microsoft Steve Ballmer)
- Pucca (vozes adicionais)
- Generator Rex (Bobo Haha, Skalamander, Jungle Cat evo em "Dark Passage")
- Random! Cartoons (Mumpy no episódio "Solomon Fix", Jake, Iceclops no episódio "Adventure Time", Roy no episódio "6 Monsters")
- Sym-Bionic Titan (Julius Steel)
- Fish Hooks (Jocktopus Ludwig Vandenbush)
- Pound Puppies (Niblet)
- Transformers: Age of Extinction (Crosshairs)
- Liga da Justiça vs. Jovens Titãs (Trigon)

### Animações
- Wonder Woman (Deimos)

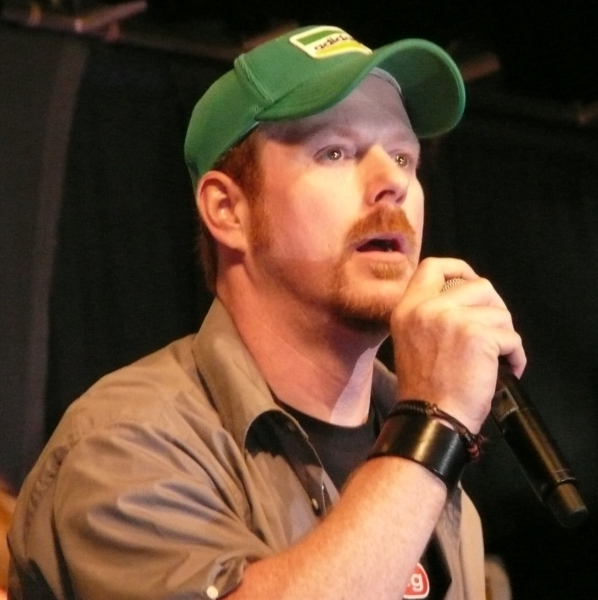
John DiMaggio no Comic Con de 2007

- Madagascar, The Madagascar Penguins in a Christmas Caper e Madagascar: Escape 2 Africa (Rico)
- Asterix and the Vikings (Timandahaf)
- Reign: The Conqueror (King Philip)
- Gravity Falls (vozes adicionais)
- Princess Mononoke (Gonza)
- Pom Poko (Ryutaro)
- Casper's Scare School (Stinky e frankengymteacher)
- Vampire Hunter D: Bloodlust (vozes adicionais)
- Scooby-Doo and the Loch Ness Monster (Colin Haggart, Volunteer #1)
- Golgo 13: Queen Bee (Golgo13)
- TMNT (Colonel Santino)
- Afro Samurai (Brother #2)
- Superman: Doomsday (Toyman)
- Bender's Big Score (Bender, Robot Santa e vozes adicionais)
- The Beast with a Billion Backs (Bender, Randy e vozes adicionais)
- Bender's Game (Bender, Igner e vozes adicionais)
- Into the Wild Green Yonder (Bender, Joey Mousepad e vozes adicionais)
- Bee Movie (voz de Jerry Seinfeld, bailiff)
- Ninja Scroll: The Series (Rokai)
- Tom and Jerry: The Fast and the Furry (J.W. / Spike)
- The Animatrix (Crew Man, Kaiser)
- The Haunted World of El Superbeasto (Burt the Spurt)
- Batman: Under the Red Hood (Joker)
- Adventure Time (Jake)

### Jogos eletrônicos
- Afro Samurai (Brother 2)
- Ben 10: Alien Force The Game (Gorvan and Vulkanus)
- Ben 10 Alien Force: Vilgax Attacks (Vilgax, Octagon Vreedle)
- Ben 10 Ultimate Alien: Cosmic Destruction (Rath, Vulkanus, Octagon Vreedle, Will Harangue, Zombozo, vozes adicionais)
- Call of Duty 4: Modern Warfare (Marine Raider)
- Crash: Mind Over Mutant (Uka Uka)
- Crash Nitro Kart (Tiny Tiger)
- Crash of the Titans (Uka Uka)
- Final Fantasy X e Final Fantasy X-2 (Wakka of Besaid, Kimahri Ronso, Tobli's Debt Collector)
- Final Fantasy XII (Migelo, Gilgamesh)
- Final Fantasy XIII (vozes adicionais)
- Futurama (Bender)
- Gears of War (Marcus Fenix, Franklin)
- Gears of War 2 (Marcus Fenix)
- Gears of War 3 (Marcus Fenix)
- Halo 3 (Brute Chieftain, Marine)
- Halo 3: ODST (Brute Chieftain)
- Kingdom Hearts II (Jacoby)
- Kingdom Under Fire: Circle of Doom (Regnier)
- MadWorld (Kreese Kreely)
- Marvel: Ultimate Alliance 2 (Juggernaut)
- Metal Gear Solid: The Twin Snakes Guard
- Ninja Blade - (Michael Wilson)
- Real Heroes: Firefighter (Captain Kotaka)
- Scarface (Hitman)
- Spawn: Armageddon (The Redeemer)
- Spider-Man 2 (Rhino)
- Spider-Man: Friend or Foe (Rhino)
- Spider-Man: Shattered Dimensions (Hammerhead)
- Superman Returns (Bizarro)
- T'ai Fu: Wrath of the Tiger (Tai Fu)
- Tekken 6 (Craig Marduk)
- The Chronicles of Riddick: Escape from Butcher Bay (vozes adicionais)
- The Simpsons Game (Bender)
- Transformers Revenge of The Fallen (Sideways)
- Ultimate Spider-Man (Additional voices)
- Valkyria Chronicles (Jann, Gen. Georg von Damon)
- Vampire: The Masquerade - Bloodlines (Smiling Jack)
- X-Men Legends (Juggernaut, General Kincaid)
- X-Men Legends II: Rise of Apocalypse (Juggernaut)
- Yakuza (vozes adicionais)